# Азербайджанська пральня
«Азербайджа́нська пра́льня» або «Азербайджанський ландромат» (англ. Azerbaijani laundromat) — складна схема відмивання грошей, розкрита Проєктом звітності про організовану злочинність та корупцію (OCCRP) у вересні 2017 р. Розслідування виявили, що протягом двох років між 2012 та 2014 рр. через європейські компанії та банки перераховано близько 2,9 млрд доларів США. Гроші використали для виплати європейським політикам, намагаючись відбілити репутацію Азербайджану за кордоном.